# Grigori Nikolajewitsch Postnikow
Grigori Nikolajewitsch Postnikow (russisch Григорий Николаевич Постников; * 1. Oktoberjul. / 14. Oktober 1914greg. in Rakitnoje; † 1978) war ein sowjetischer Bildhauer.

## Leben
Postnikow stammte aus einer Bauernfamilie und wuchs in einem Waisenhaus auf. Er absolvierte die Fabrikberufsschule (FSU) und arbeitete als Dreher in Kiew im Werk Roter Motor.
Postnikow studierte an der Luftfahrt-RabFak und dann am Leningrader Ingenieursinstitut der Zivilluftflotte mit Abschluss 1941 als Ingenieur. Während des Deutsch-Sowjetischen Kriegs war er in der Luftfahrttechnik-Wartung und -Instandsetzung beschäftigt. Daneben studierte er an der Kunstschule in Mstjora bei Wjasniki mit Abschluss 1943.
Nach dem Krieg begann Postnikow sich als Bildhauer zu betätigen. 1949 wurde er Mitglied der Organisation der Grekow-Ateliers der Militärkünstler in Moskau. 1952 wurde er Mitglied der Union der Künstler der UdSSR.
Postnikows Arbeitsschwerpunkt war die Raumfahrt. Piloten, vertreten durch Nikolai Kamanin, sorgten dafür, dass ein Auftrag zur Anfertigung von Büsten von der Kulturministerin Jekaterina Furzewa nicht an Lew Kerbel und Andrei Faidysch-Krandijewski, sondern trotz deren Bemühungen an Postnikow vergeben wurde.
Postnikow starb 1978 und wurde auf dem Kunzewoer Friedhof in Moskau begraben.

## Ehrungen, Preise
- Medaille „Für heldenmütige Arbeit im Großen Vaterländischen Krieg 1941–1945“[2]
- Stalinpreis I. Klasse (1950) für die Beteiligung am Basrelief Wir schwören Dir, Genosse Lenin[2]
- Verdienter Kunstschaffender der RSFSR (1965)[2]
- Ehrenzeichen der Sowjetunion

## Werke (Auswahl)

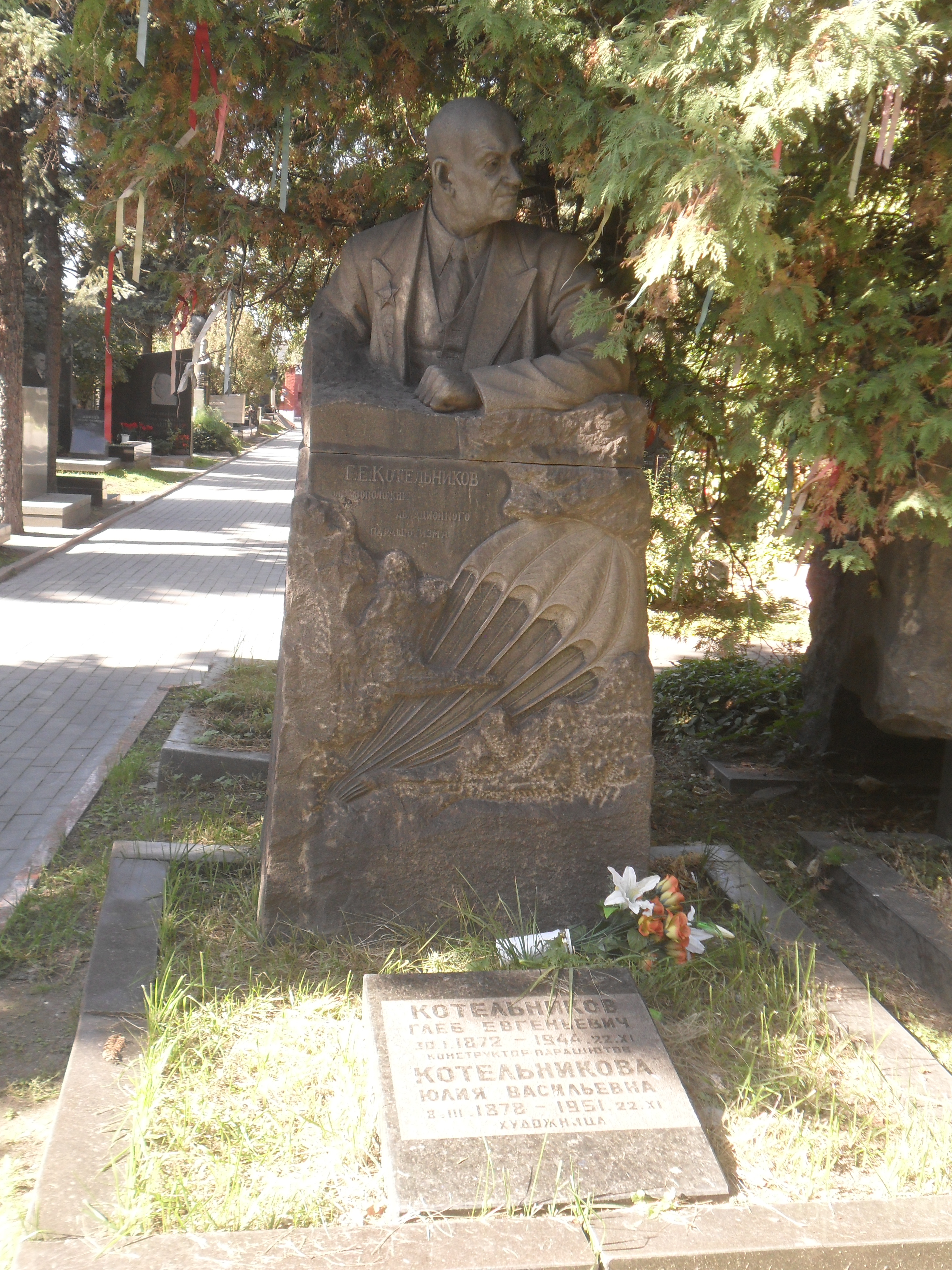
Grabstein Gleb Kotelnikows, Nowodewitschi-Friedhof, Moskau
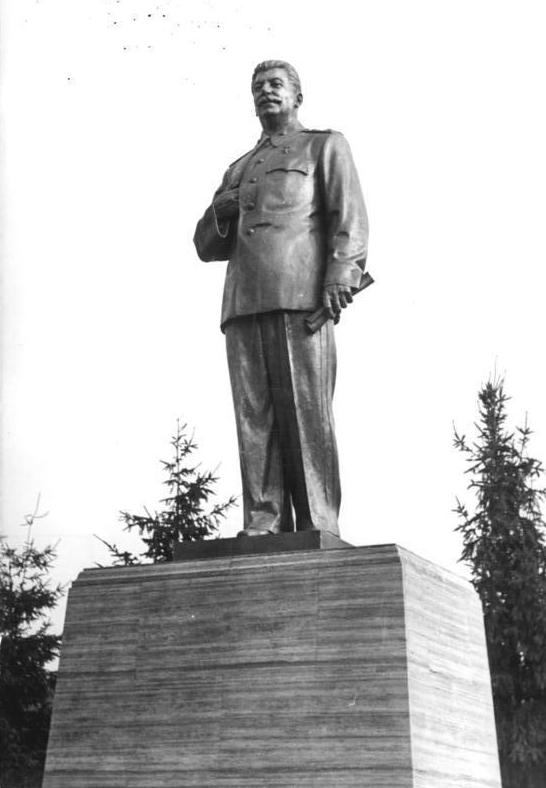
Stalin-Denkmal (1951, 1961 entfernt), Stalin-Allee (seit 1961 Karl-Marx-Allee), Berlin
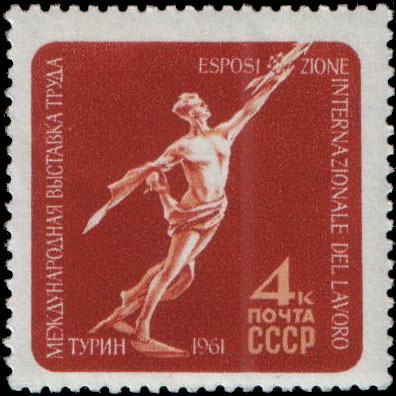
Skulptur Zu den Sternen!, Park des Zentralen Hauses der Sowjetischen Armee, Pjatigorsk, Budjonnowsk (Briefmarke der Post der UdSSR anlässlich der Esposizione Internazionale del Lavoro 1961 in Turin)
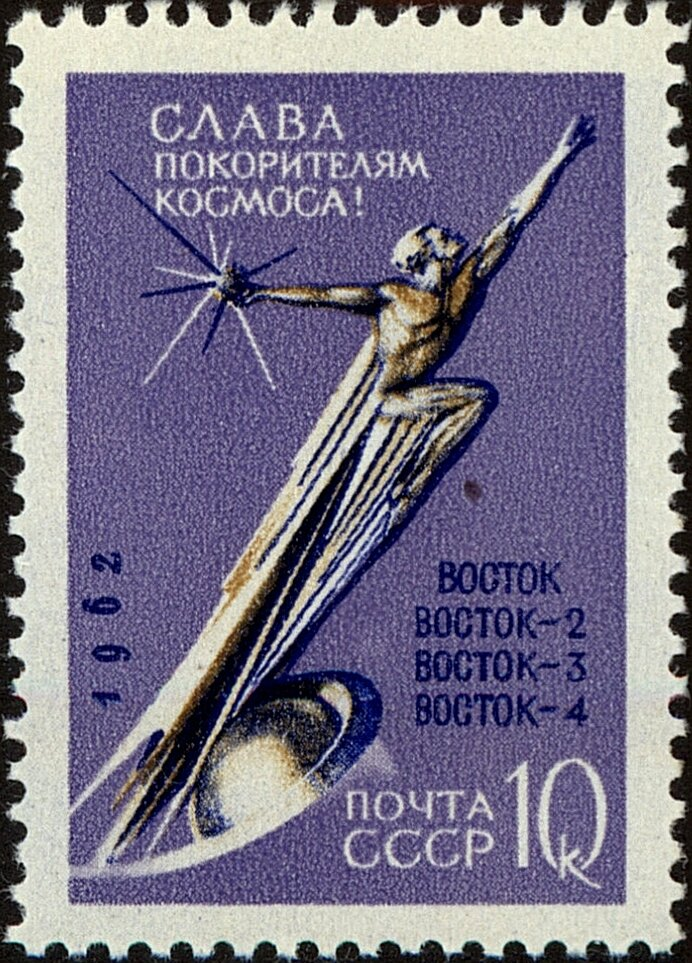
Skulptur Im Kosmos, Juri-Gagarin-Kosmonautentrainingszentrum, Moskau (Briefmarke der Post der UdSSR anlässlich der Wostok-Flüge 1962)
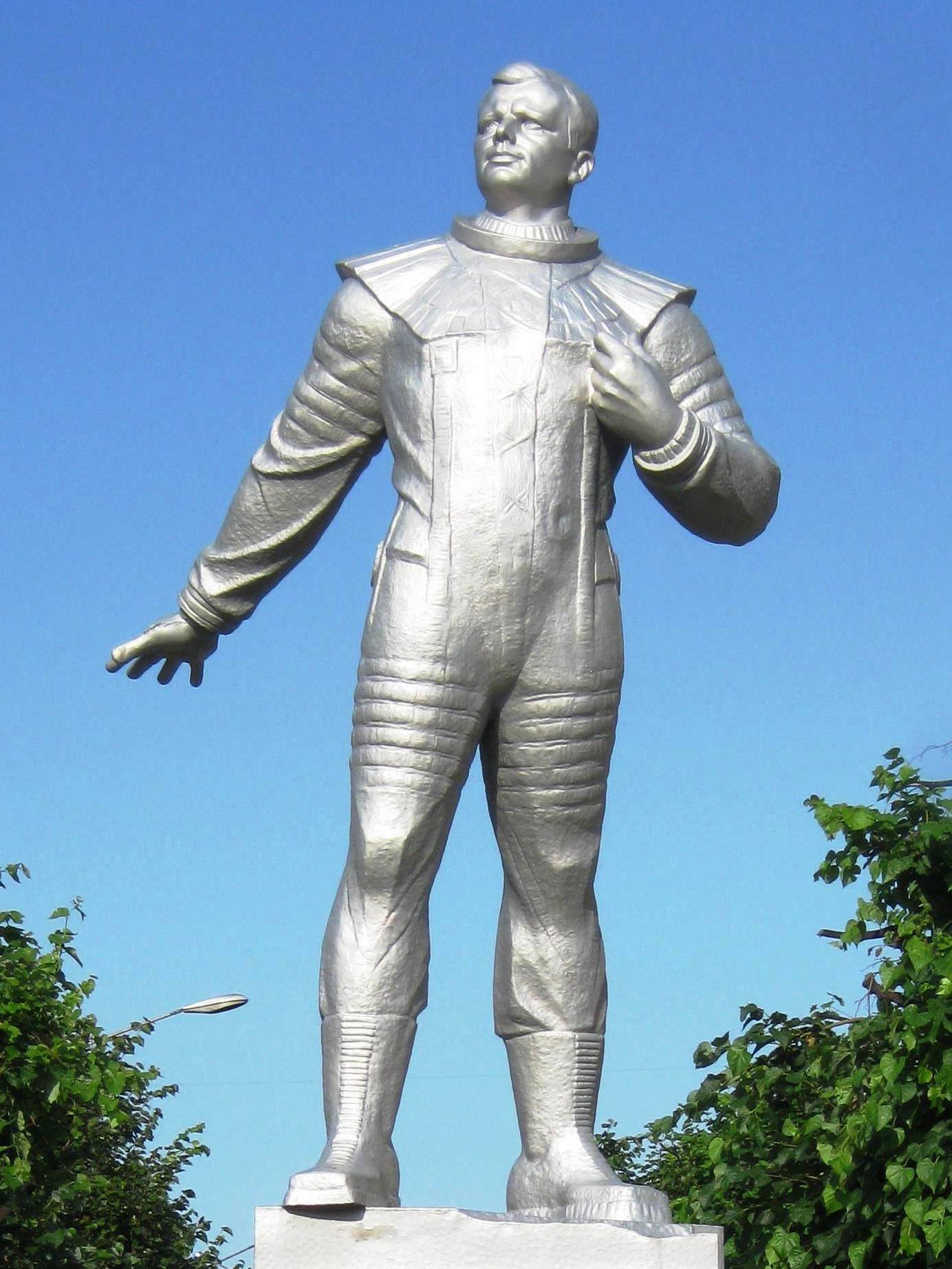
Gagarin-Denkmal (1976), Tscheboksary